# Limacina
Limacina é um gênero de búzios predadores marinhos nadadores, pertencentes à família Limacinidae [en], comumente conhecidos como borboletas-do-mar. Este gênero inclui algumas das espécies de gastrópodes mais abundantes do mundo.
O significado etimológico do nome genérico Limacina é "semelhante a um caracol".
Como pelágicos marinhos, os gastrópodes do gênero Limacina nadam ao bater seus parápodes, o que inspirou o nome comum borboletas-do-mar.
As borboletas-do-mar pertencem ao clado Thecosomata. Os anjos-do-mar, semelhantes ao gênero Limacina, pertencem à ordem Gymnosomata. Ambas as ordens ainda são referidas como "pterópodes". As borboletas-do-mar da ordem Thecosomata possuem concha, enquanto os anjos-do-mar da ordem Gymnosomata não possuem.

## Descrição da concha
As conchas de Limacina são bem desenvolvidas, enroladas sinistralmente, em forma de torre, e possuem um opérculo. O tamanho e a espessura da concha variam dentro do gênero. Em altas latitudes, o diâmetro da concha não excede 15 mm. Em latitudes mais baixas, o diâmetro varia de 1 a 3 mm.

## Descrição das partes moles
Dois grandes parápodes semelhantes a asas, derivados do tecido do pé, impulsionam esses invertebrados através da coluna d'água, superando a flutuabilidade negativa causada pela concha. Como migradores verticais diários, as espécies de Limacina habitam águas mais profundas durante o dia e sobem à superfície à noite para se alimentar.

## Hábitos de vida
Os hábitos alimentares de Limacina caracterizam-se pela alimentação ativa de organismos planctônicos, como bactérias, pequenos crustáceos, larvas de gastrópodes, dinoflagelados e diatomáceas. Esses itens de presa ficam presos em uma teia mucosa (com até 5 cm de largura) excretada pelo animal, que é, por sua vez, consumida junto com as presas. Essa teia também proporciona flutuabilidade positiva. Lobos posteriores e laterais ciliados movem o alimento coletado pela teia mucosa para a boca.
Grandes agregações de Limacina migrando para a superfície da água atraem predadores como Clione (família Clionidae [en], subordem Gymnosomata), misticetos, várias espécies da família Salmonidae, arenques e aves oceânicas.

## Espécies
As espécies dentro do gênero Limacina incluem:
- † Limacina atypica (Laws, 1944)

- Limacina bulimoides [en] (d'Orbigny, 1836)[6][7] - Pterópode bulimoide. Distribuição: Mar Vermelho, Pacífico. Comprimento: 1,2 mm.

- † Limacina erasmiana (Janssen, 2010)[8]

- † Limacina dilatata (Koenen, 1892)

- † Limacina ferax (Laws, 1944)

- † Limacina gormani (Curry, 1982)[7]

- † Limacina guersi (Janssen, 2010)[8]

- Limacina helicina (Phipps, 1774) - Pterópode helicídeo. Espécie-tipo.[6]

- Limacina lesueurii [en] (d'Orbigny, 1836) - Distribuição: América do Norte, Atlântico Ocidental.

- † Limacina limata (Marwick, 1926)

- † Limacina pygmaea (Lamarck, 1805)[7][8]

- Limacina rangii [en] (d'Orbigny, 1834)

- Limacina retroversa [en] (Fleming, 1823) - Pterópode retroverso. Distribuição: América do Norte, Atlântico Ocidental, Oceano Ártico.

- † Limacina sculptilis (Maxwell, 1992)

- † Limacina taylori (Curry, 1965)[8]

- Limacina trochiformis [en] (d'Orbigny, 1836) - Pterópode trociforme. Distribuição: América do Norte, Atlântico Ocidental, Mar Vermelho, Pacífico. Comprimento: 1 mm.

- † Limacina valvatina (Reuss, 1867)[7]

- † Limacina vegrandis (Cahuzac & Janssen, 2010)[7]

Espécies sinonimizadas
- Limacina antarctica Woodward, 1854:[9] sinônimo de Limacina rangii f. antarctica Woodward, 1854: sinônimo de Limacina rangii (d'Orbigny, 1834)

- Limacina balea Møller, 1841: sinônimo de Limacina retroversa (Fleming, 1823)

- Limacina contorta Sykes, 1905: sinônimo de Limacina trochiformis (d'Orbigny, 1834)

- Limacina crossei Pelseneer, 1888: sinônimo de Limacina lesueurii (d'Orbigny, 1835)

- Limacina cucullata Gould, 1852: sinônimo de Limacina rangii f. antarctica Woodward, 1854: sinônimo de Limacina rangii (d'Orbigny, 1834)

- Limacina helicialis Lamarck, 1819: sinônimo de Limacina helicina (Phipps, 1774)

- Limacina helicoides Jeffreys, 1877 - sinônimo de Thielea helicoides (Jeffreys, 1877)

- Limacina inflata (d'Orbigny, 1836) - Pterópode planorboide. Distribuição: circunglobal, Mar Vermelho, Pacífico. Comprimento: 1 mm. Descrição: a concha é achatada e espiralada, semelhante à concha do cefalópode da família Nautilidae. - sinônimo: Heliconoides inflata (d'Orbigny, 1836)

- Limacina naticoides Souleyet, 1852: sinônimo de Limacina trochiformis (d'Orbigny, 1834)

- Limacina pacifica Dall, 1871: sinônimo de Limacina helicina pacifica Dall, 1871

- Limacina scaphoidea Gould, 1852: sinônimo de Heliconoides inflatus [en] (d'Orbigny, 1834)